# خاک سوزان
خاک سوزان (آلمانی: Der brennende Acker) یک فیلم صامت به کارگردانی فریدریش ویلهلم مورنائو است که در سال ۱۹۲۲ منتشر شد.
تا سال ۱۹۷۸ میلادی، تصور بر آن بود که هیچ نسخه‌ای از این فیلم باقی نمانده است؛ تا آنکه در آن سال، نسخه‌ای از این فیلم نزد یک کشیش ایتالیایی یافت شد که در یک بیمارستان روانپزشکی، برای بیماران، فیلم پخش می‌کرد.
این فیلم با کمک فیلم‌سازِ مشهور فرانسوی اریک رومر ترمیم شد.

## بازیگران
- ورنر کراوس
- آلفرد ابل
- لیا د پوتی
- اویگن کلپفر
- گرته دیرکس
- هری فرانک
- ولادیمیر گاژداروف
- ادوارد فون وینترشتاین
- گئورگ جان
- الزا واگنر
- امیلیا یوندا
- روبرت لفلر
- یوگن رکس
- لئونارد هسکل
- گوستاو بوتز
- اولگا انگل
- آدولف کلاین
- ماگنوس اشتیفتر